# レナード・シュレイダー
レナード・シュレイダー（Leonard Schrader、1943年11月30日 - 2006年11月2日）は、米国の脚本家。姓はシュレーダーとも表記される。

## 人物
米国の映画監督、脚本家のポール・シュレイダーの実兄である。本人曰く、英語の脚本と日本語の脚本のどちらも書ける世界唯一の脚本家であった。

## 生涯
米国ミシガン州グランド・ラピッズ出身。ドイツ系アメリカ人とオランダ系の厳格なキリスト教カルヴァン派の家に生まれ、映画などのポップカルチャーに触れることは一切禁止された。
その抑圧的躾けの反動で、アイオワ大学の脚本家のワークショップで修士号を獲得する（カート・ヴォネガット、ホルヘ・ルイス・ボルヘスらを題材にした）。
1969年～1973年の5年間、同志社大学と京都大学で英文学の講師として来日する。義侠の世界に興味を持ち、実在の暴力団にも出入りして、日本のアンダーグラウンドを研究する。帰国後、当時の東映ヤクザ映画を元に、『ザ・ヤクザ』（1974年、シドニー・ポラック監督）をポールと共に脚本を書き、映画化され、欧米圏だけでなくアジア映画などにも一大センセーションを巻き起こした。この映画の影響力の強さはクエンティン・タランティーノ監督の近作『キル・ビル』（2003年）にまで及んでいる。
また、生前の三島由紀夫とも親交があり、彼のオマージュとして映画"Mishima: A Life In Four Chapters"（1985年）の共同脚本（弟のポール、妻のチエコとの共同）を書いている。他に日本映画では『太陽を盗んだ男』（1979年、長谷川和彦監督）の原案と脚本や『男はつらいよ 寅次郎春の夢』（1979年、山田洋次監督）の共同脚本を、『ションベン・ライダー』（1983年、相米慎二監督）の原案をそれぞれ担当した。
1981年、日本人の妻のチエコ・シュレイダーと共同で脚本を執筆したドキュメンタリー『アメリカン・バイオレンス』（日米合作）を発表。取材の中からニューヨークの実験映画作家デヴィッド・ワイズマンとの交流が生まれ、その過程でマヌエル・プイグの実験的な小説『蜘蛛女のキス』の脚色を担当する。1985年に制作された『蜘蛛女のキス』は第38回カンヌ国際映画祭の正式出品作となり、翌年アカデミー賞の脚色賞にノミネートされた。
1991年、自身の脚本と初の単独監督による耽美的な『ネイキッド・タンゴ』（1990年）を発表。近年は、一応完成されたシナリオにアドバイスを与える「スクリプト・ドクター」の仕事を行っていた。
1996年から1999年まで南カリフォルニア大学映画学科の修士コースで脚本家養成過程を担当していた。
1999年から2003年まではチャップマン大学で脚本家養成学科で指導を行っていた。2003年以降は、アメリカン・フィルム・インスティチュート(AFI)の脚本家養成課程及び修士課程を担当していた。
2006年11月2日、心不全により死去。62歳没。

## 主な担当作品
- ザ・ヤクザ - The Yakuza (1974)  ※原作
- 男はつらいよ 寅次郎春の夢 (1979)  ※共同脚本
- 太陽を盗んだ男 (1979)  ※原案・共同脚本
- アメリカン・バイオレンス - The Killing of America (1981)  ※共同脚本・共同製作
- ションベン・ライダー (1983)  ※原案 (監督：相米慎二)
- Mishima: A Life In Four Chapters (1985)  ※共同脚本
- 蜘蛛女のキス - Kiss of the Spider Woman (1985)  ※脚本
- ネイキッド・タンゴ - Naked Tango (1991)  ※監督・脚本